# بكتب اسمك يا بلادي
بكتب اسمك يا بلادي أغنية وطنية من تأليف وألحان إيلي شويري. كتبها عام 1973 أثناء سفره جوًا بين بيروت والولايات المتحدة الأمريكية في نوع من الحنين إلى الوطن. اكتسبت الأغنية شعبية كبيرة وأصبحت إحدى أهم الأغاني الوطنية في المشرق العربي. غناها أول مرة جوزيف عازار، ثم غناها بعده كثير من الفنانين منهم دريد لحام وحازم شريف وفرح يوسف ونوال غشام.وتعد الأغنية من أنجح الأغاني الوطنية في العالم العربي وفي الربيع العربي حيث غنّت للثورة التونسيّة و الليبية والمصرية.

## كلمات الأغنية
من كلمات الأغنية:
بكتب اسمك يا بلادي
عالشمس الما بتغيب
لا مالي ولا ولادي
على حُبِّك مافي حبيب
بكتب اسمك يا بلادي
عالشمس الما بتغيب
لا مالي ولا ولادي
على حُبِّك مافي حبيب
……..
يا دار الأوفى دار
تحلا فيكي الأشعار
وانتي عالدايم مضوية
مزروعه مجد وغار
عالبرج العالي طلوالخِيالي
وسيوف تلالي وشمسِك ما تغيب
لا مالي ولا ولادي
على حبِّك ما في حبيب
بكتب اسمك يا بلادي
عالشمس الما بتغيب
لا مالي ولا ولادي
على حبك ما في حبيب
……….
لو الف الدنيي ودور
وأقطـَع السبع بحور
لو الف الدنيي ودور
وأقطـَع السبع بحور
وأنده غـِيّـابـِك يا بلدي
ترجع على أرض النور
ونعيـِّد عيدِك والايدي في ايدك
بالحب نزيدِك مواسم طيب
لا مالي ولا ولادي
على حبِّك ما في حبيب
بكتب اسمك يا بلادي
عالشمس الما بتغيب
لا مالي ولا ولادي
على حُبِّك مافي حبيب
…………
بكتب اسمك يا بلادي
عالشمس الما بتغيب
لا مالي ولا ولادي
على حُبِّك مافي حبيب
بكتب اسمك يا بلادي
عالشمس الما بتغيب
لا مالي ولا ولادي
على حُبِّك مافي حبيب
……………